# Сера Сан Квирико
Сера Сан Квирико (итал. Serra San Quirico) насеље је у Италији у округу Анкона, региону Марке.
Према процени из 2011. у насељу је живело 1780 становника. Насеље се налази на надморској висини од 185 м.

## Становништво
| 1936. | 1951. | 1961. | 1971. | 1981. | 1991. | 2001. | 2011. |
| ----- | ----- | ----- | ----- | ----- | ----- | ----- | ----- |
| 5.245 | 5.299 | 4.424 | 3.556 | 3.173 | 3.041 | 3.016 | 2.967 |